# Mihai Constantin (actor)
Mihai Constantin (n. 30 septembrie 1964, București) este un actor român de teatru, film și televiziune. Este fiul actorului George Constantin și al mezzosopranei Iulia Buciuceanu, sora actriței Tamara Buciuceanu.

## Filmografie
- Cutia de viteze
- Liceenii (1986) - Ionică
- Pădureanca (1987) - Pupăză
- Extemporal la dirigenție (1988) - Ionică
- Niște băieți grozavi (1988) - Bobină
- Flăcări pe comori (1988)
- Liceenii Rock'n'Roll (1991) - Ionică
- Balanța (1992)
- Liceenii în alertă (1993) - Ionică / John Popp
- Călătorie de neuitat (1994) - serial TV
- Un été inoubliable (O vară de neuitat) (1994)
- Terminus Paradis (1998)
- Kínai védelem (Chinese defence) (1999) - rol: Őrnagy
- Triunghiul morții (1999)
- Poveste imorală - serial TV (1999) - rol: Bădoiu
- ...escu (film), teatru TV (2001) - rol Decebal Necsulescu
- Canton (2004) - rol: Străinul
- Păcatele Evei, serial TV (2005) - rol: Fane Lungu
- Și totul era nimic (2006) - rol: Filimon
- Nunta mută (2008) - nașul Milică
- Amintiri din Epoca de Aur 1: Tovarăși, frumoasă e viața! (2009)
- Eu când vreau să fluier, fluier (2010) - rol: Directorul Penitenciarului
- Portretul luptătorului la tinerețe (2010) - rol: Gheorghe Pintilie
- Ursul (2011)
- De ce eu? (2015)
- "Tătuțu'" (2024): Nelu Stavrositu